# エフ・シー・シー
株式会社エフ・シー・シー（英: F.C.C. Co., Ltd.）は日本のクラッチメーカーである。
主な製品は自動車・オートバイ・汎用機のクラッチで二輪では世界首位である。オートバイに関しては国内四大メーカーのすべてのオートバイ用クラッチを供給しており、国内シェアは100%である。自動車に関してはホンダの全車種、スズキ・SUBARU・フォード・モーターの一部車種に供給している。

## 概要
- 事業内容 - 自動車・オートバイ・汎用機その他のクラッチ製造、プラスチック成形・機械加工、各種専用機・各種金型（ダイキャスト、プラスチック、プレス）の製作。
- 主要取引先
  - 本田技研工業
  - スズキ
  - ヤマハ発動機
  - 川崎重工業
  - SUBARU

## 拠点

### 日本国内
- 本社
- 技術研究所
- 生産技術センター
- 工場（浜松市周辺4事業所、磐田市1事業所）
- 東京営業所
- 栃木オフィス

### 海外
- アメリカ（3拠点）
- 中国（3拠点）
- タイ（1拠点）
- 台湾（1拠点）
- フィリピン（1拠点）
- インドネシア（1拠点）
- インド（1拠点）
- ブラジル（1拠点）
- ベトナム（1拠点）

## 沿革
- 1939年（昭和14年）- 株式会社不二ライト工業所設立。
- 1943年（昭和18年）- 不二化学工業株式会社に社名変更。
- 1963年（昭和38年）- 静岡県浜松市に研究所を新設。
- 1984年（昭和59年）- 現社名に変更。
- 1994年（平成6年）- 株式を店頭公開。
- 1996年（平成8年）- 技術研究所他でISO 9001認証取得。
- 1998年（平成10年）- 国内全事業所でISO 9001認証取得。
- 1999年（平成11年）- 国内全事業所でISO 14001認証取得。
- 2003年（平成15年）- 東京証券取引所2部上場。
- 2005年（平成17年）- 東京証券取引所1部指定替え。
- 2010年（平成22年）- 東北化工株式会社の株式を100％取得。
- 2012年（平成24年）- 中国・四川省成都市に愛富士士（中国）投資有限公司を設立。FCC EUROPE LTD.の清算結了。
- 2013年（平成25年）- 韓国・京畿道始興市にFCC SEOJIN CO.,LTD.を設立。メキシコ・サンルイスポトシ州にFCC AUTOMOTIVE PARTS DE MEXICO,S.A.DE C.V.を設立。
- 2014年（平成26年）- インド・ハリヤナ州にFCC CLUTCH INDIA PRIVATE LTD.を設立。FCC RICO LTD.の株式を100％取得。
- 2015年（平成27年）- FCC CLUTCH INDIA PRIVATE LTD. がFCC INDIA MANUFACTURING PRIVATE LTD.を吸収合併。
- 2017年（平成29年）- 株式会社フリントの株式を100％取得。
- 2018年（平成30年）- 子会社である東北化工株式会社の全株式をアルコニックス株式会社へ譲渡[2][3]。